# Molloydiepte

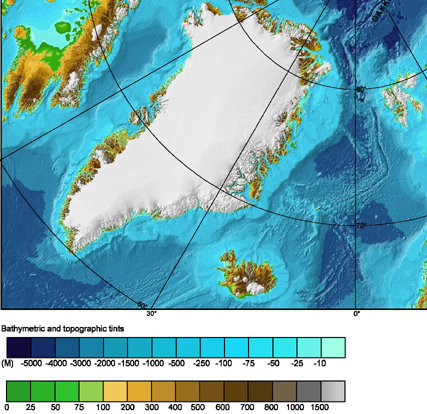
Bathymetrie van de Groenlandzee

De Molloydiepte (Deens: Molloy-dybet, Noors: Molloydjupet) is een zeediepte op de grens van de Noordelijke IJszee en de Groenlandzee. Met 5669 meter is dit het diepste punt van de Groenlandzee. De zeediepte bevindt zich in Straat Fram, tussen Noordoost-Groenland en Spitsbergen (eiland). De Molloydiepte ligt op ongeveer 165 kilometer ten westen van Spitsbergen.